# Roberto Brum
Roberto Brum Vallado (São Gonçalo, 7 luglio 1978) è un ex calciatore brasiliano, di ruolo centrocampista.

## Palmarès

### Competizioni statali
- Campionato Carioca: 1

Fluminense: 2002
- Campionato Paranaense: 2

Coritiba: 2003, 2004
- Campionato paulista: 1

Santos: 2010

### Competizioni nazionali
- Campeonato Brasileiro Série C: 1

Fluminense: 1999
- Coppa del Brasile: 1

Santos: 2010